# FC Zlaté Moravce
Der FC ViOn Zlaté Moravce ist ein Fußballverein aus der slowakischen Stadt Zlaté Moravce.

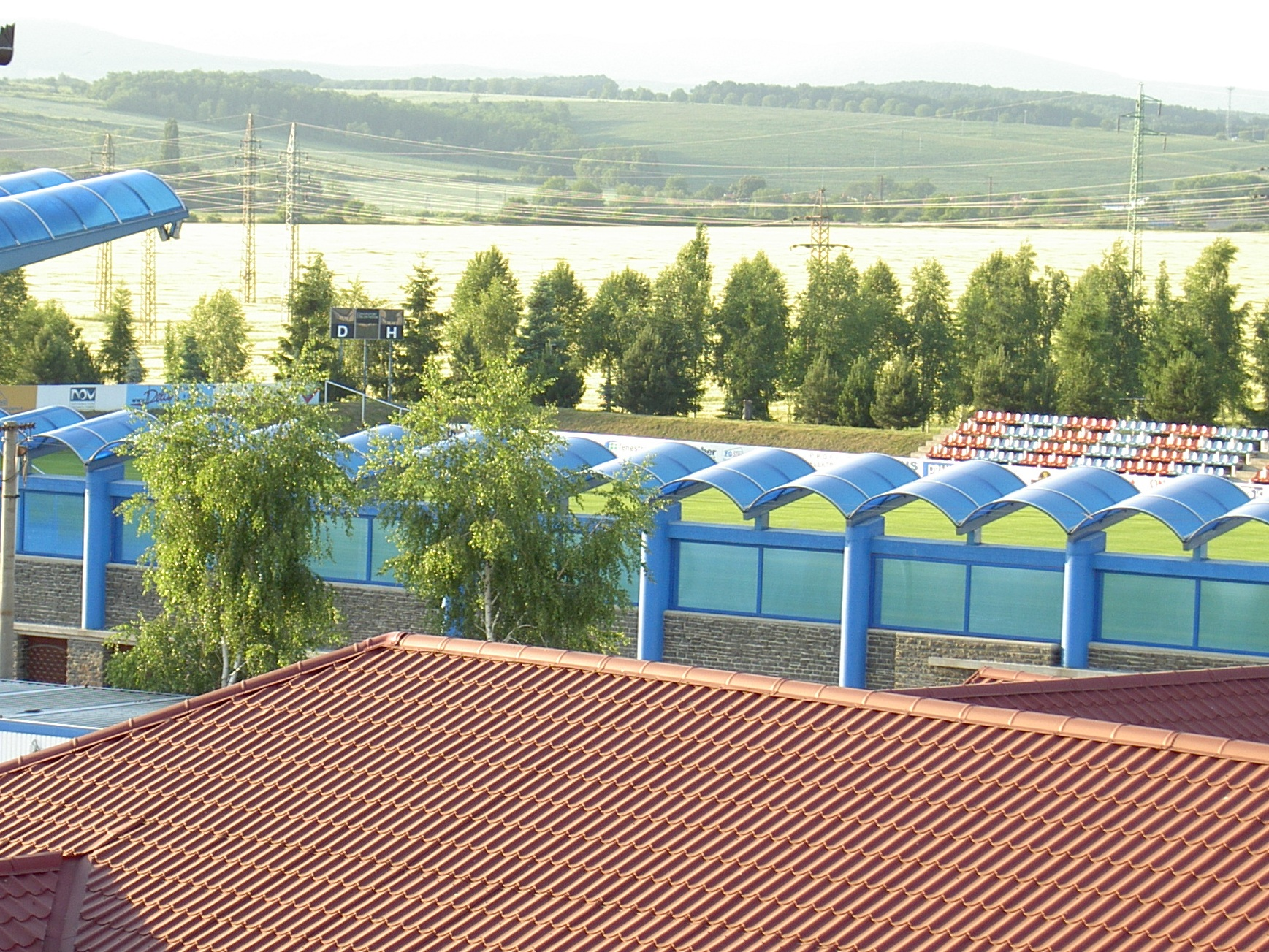
Štadión Zlaté Moravce vor dem Umbau 2007.

## Geschichte
Der Verein wurde am 22. Januar 1995 im Ort Machulince in der Nähe von Zlaté Moravce gegründet und startete zunächst in der untersten slowakischen Spielklasse. Ziel war ursprünglich die Etablierung in der dritten Liga. Nach der Fusion mit TJ Calex Zlaté Moravce professionalisierte sich der Verein zunehmend und stieg 2004 schließlich in die zweithöchste slowakische Spielklasse auf. In der Saison 2006/07 gewann der FC ViOn Zlaté Moravce den slowakischen Fußballpokal und stieg in die Corgoň liga, die erste slowakischen Liga auf, der er von 2007 bis 2009 und wieder seit 2010 angehört. Beste Platzierung der Vereinsgeschichte war Rang 6 in der Spielzeit 2010/11.  Durch den Pokalsieg im Jahr 2007 qualifizierte sich die Mannschaft für den UEFA-Pokal.
Am 19. Juli 2007 bestritt Zlaté Moravce seine erste internationale Partie gegen den FK Almaty aus Kasachstan, welche man 3:1 gewann. Durch ein 1:1 im Rückspiel qualifizierte sich der Verein für die zweite Qualifikationsrunde, in der man nach zwei Niederlagen gegen den späteren Sieger Zenit Sankt Petersburg ausschied.

## Erfolge
- Slowakischer Pokalsieger: 2007

## Europapokalbilanz
| Saison  | Wettbewerb | Runde                  | Gegner               | Gesamt | Hin     | Rück    |
| ------- | ---------- | ---------------------- | -------------------- | ------ | ------- | ------- |
| 2007/08 | UEFA-Pokal | 1. Qualifikationsrunde | FK Almaty            | 4:2    | 3:1 (H) | 1:1 (A) |
| 2007/08 | UEFA-Pokal | 2. Qualifikationsrunde | Zenit St. Petersburg | 0:5    | 0:2 (H) | 0:3 (A) |

Gesamtbilanz: 4 Spiele, 1 Sieg, 1 Unentschieden, 2 Niederlagen, 4:7 Tore (Tordifferenz −3)

## Stadion
Der Verein trägt seine Heimspiele im 4.000 Zuschauer fassenden ViOn aréna aus.